# Liste der Kulturdenkmale in Fluorn-Winzeln
In der Liste der Kulturdenkmale in Fluorn-Winzeln sind alle Bau- und Kunstdenkmale der Gemeinde Fluorn-Winzeln und ihrer Teilorte verzeichnet, die im „Verzeichnis der unbeweglichen Bau- und Kunstdenkmale und der zu prüfenden Objekte“ des Landesamts für Denkmalpflege Baden-Württemberg verzeichnet sind.
Diese Liste ist nicht rechtsverbindlich. Eine rechtsverbindliche Auskunft ist lediglich auf Anfrage bei der Unteren Denkmalschutzbehörde des Landkreises Rottweil erhältlich.

## Allgemein
- Bild: Zeigt ein ausgewähltes Bild aus Commons, „Weitere Bilder“ verweist auf die Bilder im Medienarchiv Wikimedia Commons.
- Bezeichnung: Nennt den Namen, die Bezeichnung oder die Art des Kulturdenkmals.
- Lage: Straßenname und Hausnummer oder Flurstücknummer des Kulturdenkmals, gegebenenfalls auch den Ortsteil. Die Grundsortierung der Liste erfolgt nach dieser Adresse. Der Link (Karte) führt zu verschiedenen Kartendiensten mit der Position des Kulturdenkmals. Fehlt dieser Link, wurden die Koordinaten noch nicht eingetragen. Sind diese bekannt, können sie über ein Tool mit einer Kartenansicht einfach nachgetragen werden. In dieser Kartenansicht sind Kulturdenkmale ohne Koordinaten mit einem roten bzw. orangen Marker dargestellt und können durch Verschieben auf die richtige Position in der Karte mit Koordinaten versehen werden. Kulturdenkmale ohne Bild sind an einem blauen bzw. roten Marker erkennbar.
- Datierung: Baubeginn, Fertigstellung, Datum der Erstnennung oder grobe zeitliche Einordnung entsprechend des Eintrags in der zuständigen Denkmaldatenbank (Landesamt für Denkmalpflege Baden-Württemberg).
- Beschreibung: Kurzcharakteristik des Kulturdenkmals.

## Fluorn
| Bild           | Bezeichnung              | Lage                               | Datierung                        | Beschreibung | ID |
| -------------- | ------------------------ | ---------------------------------- | -------------------------------- | ------------ | -- |
| Weitere Bilder | Evangelische Pfarrkirche | Fluorn, Bergstraße 2 (Karte)       | 13. Jh. (Turm); 1964/65 (Schiff) |              |    |
|                | Gefallenendenkmal        | Fluorn, bei Bergstraße 27          | 1956                             |              |    |
|                | Rathaus                  | Fluorn, Hauptstraße 10 (Karte)     | 1926–28                          |              |    |
|                | Quergeteiltes Einhaus    | Fluorn, Hauptstraße 21 (Karte)     | 18. Jh                           |              | BW |
|                | Speicher                 | Fluorn, bei Hauptstraße 39 (Karte) | 17./18. Jh.                      |              |    |
|                | Hohlweg mit Brücke       | Fluorn, Kirchsteige (Karte)        | 1850/51                          |              | BW |
|                | Pfarrhaus                | Fluorn, Kirchsteige 2 (Karte)      | um 1672                          |              |    |
|                | Brücke                   | Fluorn, Schmidgasse (Karte)        | 18. Jh.                          |              |    |
|                | Gehöft                   | Fluorn, Schmidgasse 8 (Karte)      | 19./20. Jh.                      |              | BW |
|                | Kellerhaus               | Fluorn, Stahlackerweg 1/1          | 18. Jh.                          |              |    |
|                | Laufbrunnen              | Fluorn, bei Tannbachstraße 1       | um 1672                          |              |    |

## Winzeln
| Bild           | Bezeichnung                                                              | Lage                                      | Datierung               | Beschreibung | ID |
| -------------- | ------------------------------------------------------------------------ | ----------------------------------------- | ----------------------- | ------------ | -- |
|                | Quergeteiltes Einhaus                                                    | Winzeln, Alte Kirchstraße 1 (Karte)       | Ende 18./Anfang 19. Jh. |              | BW |
|                | Transformatorenstation                                                   | Winzeln, Alte Kirchstraße 6/1 (Karte)     | 1922/23                 |              | BW |
|                | alte kath. Pfarrkirche St. Mauritius                                     | Winzeln, Alte Kirchstraße 1 (Karte)       | Ende 18./Anfang 19. Jh. |              | BW |
|                | Kellerhaus                                                               | Winzeln, bei Alte Kirchstraße 8 (Karte)   | 18./Anfang 19. Jh.      |              | BW |
|                | Quergeteiltes Einhaus                                                    | Winzeln, Brühlstraße 6 (Karte)            | 17. Jh.                 |              | BW |
|                | Quergeteiltes Einhaus                                                    | Winzeln, Freudenstädter Straße 13 (Karte) | 1839                    |              | BW |
|                | Rathaus                                                                  | Winzeln, Freudenstädter Straße 20 (Karte) | 1956/57                 |              |    |
|                | Wegkreuz                                                                 | Winzeln, Kirchtannen                      | 1910                    |              |    |
|                | Dreiherrenstein                                                          | Winzeln, Äuglesbühl                       | 16. Jh.                 |              |    |
|                | Häfnerkreuz                                                              | Winzeln, Mühlweg                          | 1896                    |              |    |
|                | Kapelle                                                                  | Winzeln, Oberndorfer Straße (Karte)       | 1869                    |              | BW |
|                | Aiples Kreuz                                                             | Winzeln, Oberndorfer Straße               | 1878                    |              |    |
|                | Wegkreuz                                                                 | Winzeln, Rottweiler Straße                | 1899                    |              |    |
|                | Friedhofsmauer und Friedhofskreuz sowie Kriegsgräberfeld mit Gedenkkreuz | Winzeln, bei Rottweiler Straße 20 (Karte) |                         |              | BW |
| Weitere Bilder | Neue kath. Pfarrkirche St. Mauritius                                     | Winzeln, Schulstraße 3 (Karte)            | 1907–09                 |              |    |
|                | ’s Zieglers Käppele                                                      | Winzeln, Staffelbachstraße 40 (Karte)     | Anfang des 20. Jh.      |              | BW |
|                | Wegkreuz                                                                 | Winzeln, Untere Mühle                     | 1882                    |              |    |
|                | Wegkreuz                                                                 | Winzeln, Wöhrsteinstraße                  | 1884                    |              |    |
|                | Kreuzigungsgruppe Lindenkreuzgruppe                                      | Winzeln, bei Zollhausstraße 1 (Karte)     | 1921                    |              | BW |
|                | Quergeteiltes Einhaus                                                    | Winzeln, Zollhausstraße 11 (Karte)        | Ende 18./Anfang 19. Jh. |              | BW |